# Nakladatelství
Nakladatelství je obchodní společnost (fyzická nebo právnická osoba), která má oprávnění vydávat knihy a jiné publikace na základě živnostenského listu.

## Rozlišení termínůnakladatelstvíavydavatelství
Ivo Telec však píše: „Někdy se též pod historickým, původně německým, jazykově právním vlivem odlišuje nakladatel (Verleger) a vydavatel (Herausgeber) podle toho, má-li jít o vydávání děl v knižní podobě (nakladatel), anebo jinak (např. časopisecky, sborníkově aj., kde má svůj význam i uspořádání), což se někdy diferencuje i podle druhů děl (slovesných, hudebních apod.). Podle autorského zákona nemá takovéto rozlišování význam, leč historická tradice stále působí. (Soudoběji se také v praxi někdy odlišuje vydavatel tam, kde má jít o šíření snímků zvukového záznamu díla.)“
Také podle Jana Halady je nakladatelství organizace, která vydává obzvláště neperiodické publikace.
V českých zemích je ovšem za nakladatelství považována instituce, která vydává především knihy a neperiodické publikace. Vydavatelství je poté označení pro instituci, která vydává především časopiseckou produkci a deníky (noviny), tedy periodické tiskoviny.
Vlivem zahraničí ovšem dochází ke slučování těchto pojmů. Angličtina zná např. pouze pojem vydavatelství.

## Další náležitosti
Každé nakladatelství by však mělo být (není to povinné) registrováno v České agentuře ISBN, která nakladatelství přiděluje kód, jež je částí ISBN; bez tohoto kódu nelze dost dobře hovořit o nakladatelství. Součástí nakladatelství nemusí nutně být tiskárna (podnik) (a ve skutečnosti většinou ani není), minimálně však nakladatelství tvoří: nakladatel (ředitel, popř. majitel podniku), redaktor a grafik. Některá česká nakladatelství kumulují uvedené funkce do ještě menšího počtu osob.

## Rozdělení rolí
Pro fungování nakladatelství jsou třeba alespoň tyto tři osoby:
Nakladatel se stará o obchodní řízení podniku a o vydavatelskou politiku nakladatelství, sleduje trh a stará se o komerční úspěch nakladatelství.
Odpovědný redaktor zodpovídá za jazykovou a obsahovou náplň jednotlivých knih nebo edic

Grafik (dříve výtvarný redaktor) se stará o grafickou stránku knihy a její přípravu pro tisk (dříve technický redaktor).
Technický redaktor měl na starost zpracování podkladů určených k reprodukci, vytvářel základní layout (zrcadlo sazby) a zajišťoval komunikaci s tiskárnou. Pracoval v úzkém spojení s výtvarným redaktorem. Výtvarný redaktor měl na starost grafické zpracování, či pouze zadával práci grafikovi. Výtvarný redaktor zajišťoval též obrazové materiály a ilustrace a staral se o zajištění autorských práv k nim. Dnes už se tyto dvě funkce slučují do jedné, a to je samotný grafik s polygrafickými znalostmi a vzděláním.